# Fredric Lundqvist
Fredric Lundqvist (Luleå, 3 agosto 1976) è un ex calciatore svedese, di ruolo difensore.

## Carriera

### Club
Lundqvist iniziò la carriera con le maglie di Lira e Luleå, prima di passare al GIF Sundsvall. Esordì nella Allsvenskan il 10 aprile 2000, quando fu titolare nel successo per 0-1 sull'Hammarby.
Il 9 settembre segnò la prima rete nella massima divisione svedese, nel pareggio per 2-2 contro l'Helsingborg.
Nel 2005 passò al Viking, debuttando nella Tippeligaen il 14 agosto dello stesso anno, nella sconfitta per 2-1 contro il Lyn Oslo. Si ritirò l'anno seguente.

### Nazionale
Lundqvist conta 5 presenze per la Svezia.